# Pie por segundo
El pie por segundo (pies por segundo en plural) es una unidad de velocidad (escalar) y velocidad (magnitud vectorial, que incluye dirección y sentido). Expresa la distancia en pies (ft) recorrida o desplazada, dividida por el tiempo en segundos (s). La unidad correspondiente en el Sistema Internacional de Unidades (SI) es el metro por segundo
Las abreviaturas incluyen ft/s, fps y la notación científica ft s−1.
A su vez, el pie por minuto (pies por minuto en plural) es otra unidad de velocidad basada en el sistema anglosajón de unidades, que se utiliza para medir valores más reducidos y que equivale a (1/60) de pie por segundo.

## Conversiones
|            | m/s         | km/h       | mph        | nudos      | ft/s        | ft/min         |
| ---------- | ----------- | ---------- | ---------- | ---------- | ----------- | -------------- |
| 1 m/s =    | 1           | 3,6        | 2,236936   | 1,943844   | 3,280840    | 196,8504       |
| 1 km/h =   | 0,277778    | 1          | 0,621371   | 0,539957   | 0,911344    | 54,6807        |
| 1 mph =    | 0,44704     | 1,609344   | 1          | 0,868976   | 1,466667    | 88             |
| 1 nudo =   | 0,514444    | 1,852      | 1,150779   | 1          | 1,687810    | 101,269        |
| 1 ft/s =   | 0,3048      | 1,09728    | 0,681818   | 0,592484   | 1           | 60             |
| 1 ft/min = | 0,00508     | 0,018288   | 0,011363   | 0,009874   | 0,016667    | 1              |
| 1 c =      | 299.792.458 | 83.275.683 | 51.752.957 | 44.965.271 | 273.214.183 | 16.392.850.984 |
| Mach 1 ≈   | 343         | 1235       | 767        | 667        | 1125        | 67.520         |